# Cyanidius turkestanicus
Cyanidius turkestanicus är en insektsart som beskrevs av Dubovsky 1966. Cyanidius turkestanicus ingår i släktet Cyanidius och familjen dvärgstritar. Inga underarter finns listade i Catalogue of Life.